# Okres Třebíč

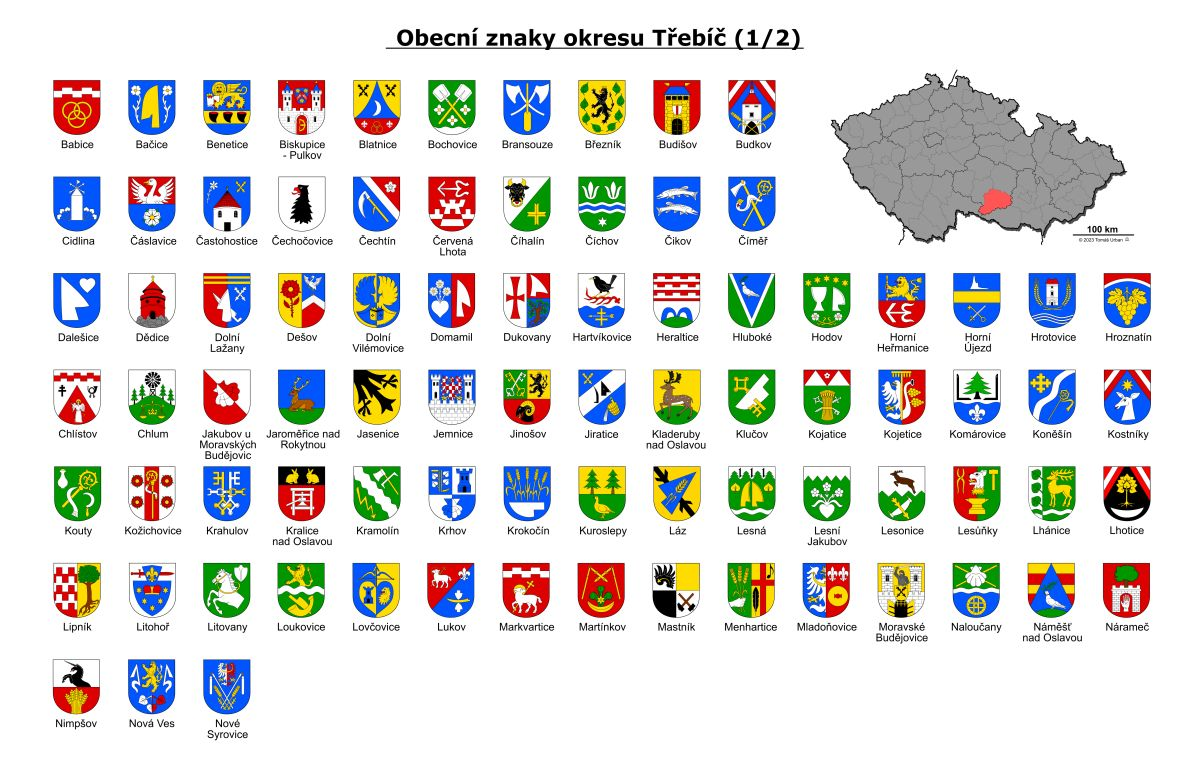
Přehled obecních znaků okresu Třebíč I.část

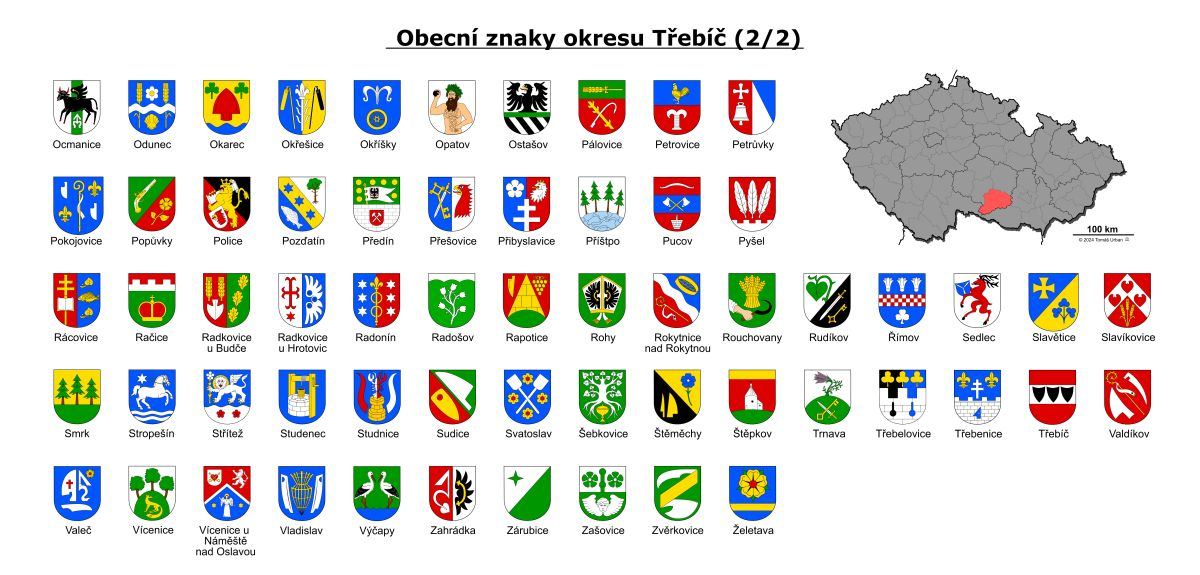
Přehled obecních znaků okresu Třebíč II.část

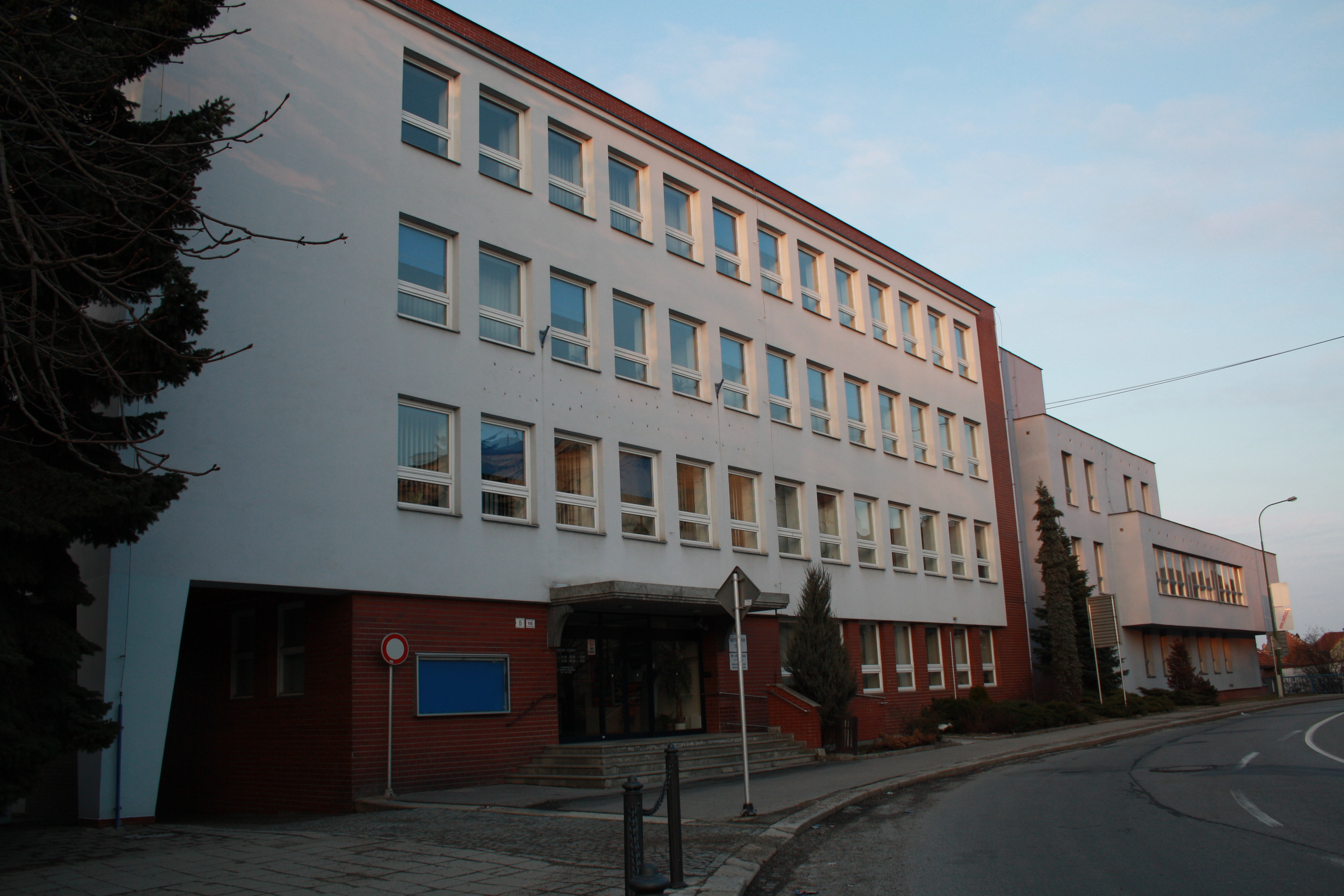
Bývalý okresní úřad v Třebíči.

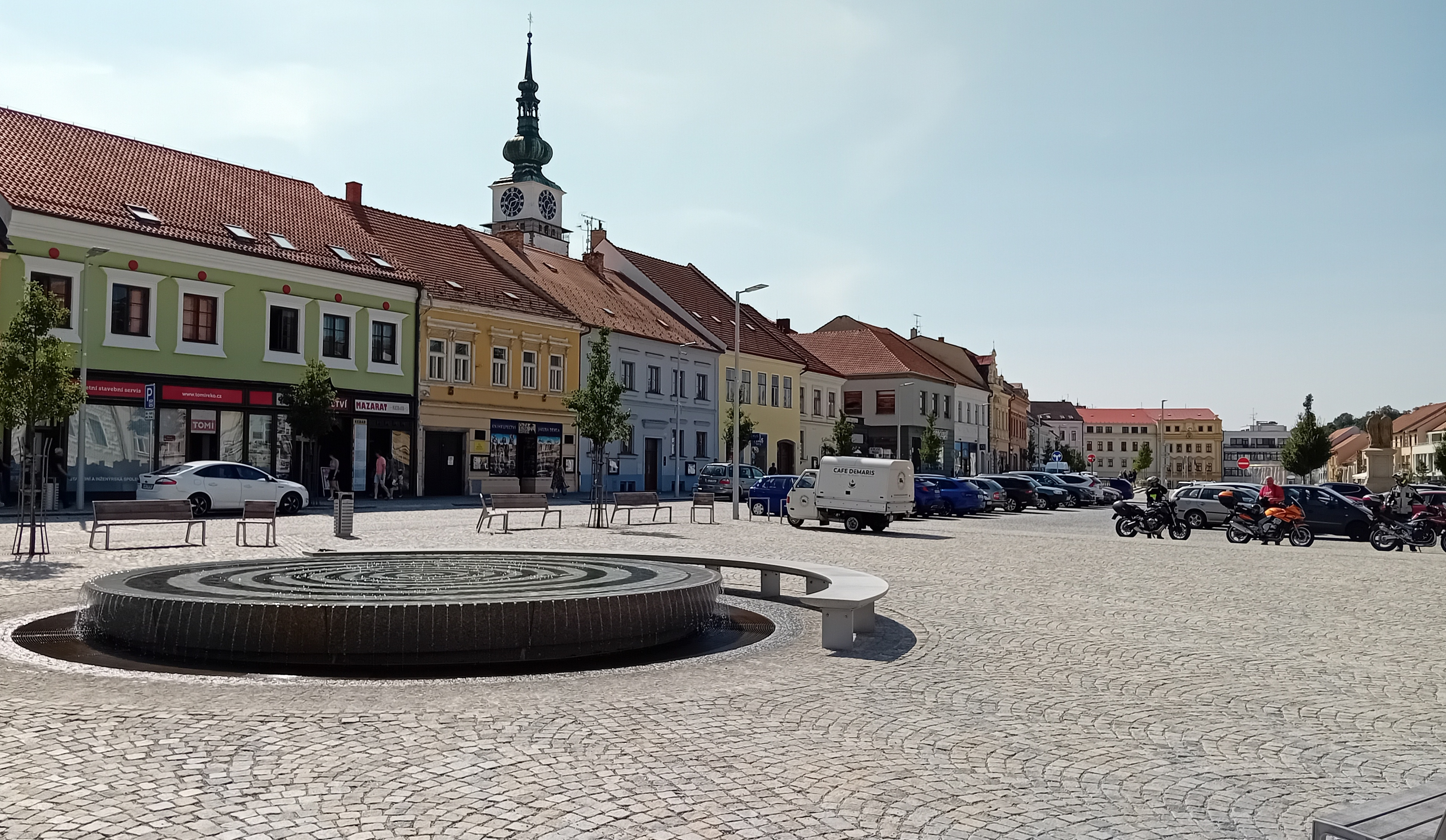
Centrum okresního města

Okres Třebíč je okresem v Kraji Vysočina, celý okres leží na Moravě. Jeho dřívějším sídlem bylo město Třebíč.
Okres je vymezen správními obvody obcí s rozšířenou působností Moravské Budějovice, Náměšť nad Oslavou a Třebíč.
Okres Třebíč jako správní jednotka vznikl v roce 1855, později, roku 1868, byl v Třebíči zřízen okresní úřad. Poslední reorganizace okresu proběhly v letech 1948 a 1960. Od té doby se od okresu oddělilo pouze několik málo obcí na západě, severu a východě.
Podnebí je suchozemské, drsnější a vlhčí ve vyšších polohách severní a severozápadní části okresu, sušší a teplejší na východě a jihovýchodě. V obci Kojetice se nachází kulturní a vinařské centrum Sádek, jediná vinice v Kraji Vysočina spadající jako enkláva do Znojemské vinařské podoblasti. Dlouhodobý teplotní průměr okresu je asi 7,2–7,9 stupňů Celsia a srážkový průměr kolem 500 mm (z toho ve vegetačním období asi 375 mm), výši srážek negativně ovlivňuje srážkový stín Jihlavských vrchů.
V rámci kraje sousedí na západě s okresem Jihlava a na severu s okresem Žďár nad Sázavou. Dále pak sousedí na východě a jihovýchodě s okresy Brno-venkov a Znojmo Jihomoravského kraje a na jihozápadě s okresem Jindřichův Hradec Jihočeského kraje.
V roce 2018 byl vydán geocoin (v rámci hry Geocaching) s obrysem okresu Třebíč.

## Historie
Po roce 1849 vznikly kraje a tehdejší soudní okres Třebíč se stal částí politického okresu Jihlava, soudní okres Náměšť nad Oslavou byl tvořen 19 obcemi a stal se součástí politického okresu Moravský Krumlov. Třebíčský soudní okres byl tvořen 39 obcemi, v roce 1855 se Třebíč i Náměšť nad Oslavou staly sídly smíšených okresních úřadů pod krajskými městy. Roku 1868 vznikl politický okres Třebíč, který začleňoval soudní okresy Náměšť n. Osl. a Třebíč. Tento okres sousedil s politickými okresy Velké Meziříčí, Jihlava, Dačice, Hranice, Krumlov a Brno. V roce 1925 okresy již měly v důsledku slučování a odlučování obcí 66 obcí (p. o. Třebíč) resp. 37 obcí (p. o. Náměšť nad Oslavou). Během druhé světové války zůstala struktura okresu stejná a v roce 1945 vznikl v Třebíči okresní národní výbor. Po reformách v roce 1949 byl soudní okres Náměšť nad Oslavou zrušen a většina jeho obcí byla začleněna do politického okresu Velká Bíteš, dvě obce do nového politického okresu Rosice, čtyři obce do politického okresu Třebíč. Do politického okresu Třebíč bylo začleněno i 11 obcí z politického okresu Hrotovice, tři obce z okresu Jihlava a jedna obec z okresu Moravské Budějovice.
Politický okres Moravské Budějovice (jež byl při reformách v roce 1960 sloučen s okresem Třebíč) vznikl v roce 1896 a skládal se ze soudního okresu Moravské Budějovice a ze soudního okresu Jemnice. Soudní okres Moravské Budějovice byl dříve součástí politického okresu Znojmo a s. o. Jemnice byl dříve součástí p. o. Dačice. K obvodu s. o. Moravské Budějovice v roce 1854 příslušelo 30 obcí, k obvodu s. o. Jemnice příslušelo v tomtéž roku 43 obcí, v roce 1869 již k obvodu s. o. Moravské Budějovice příslušelo 45 obcí a v roce 1908 již 50. K obvodu s. o. Jemnice příslušelo v roce 1869 již 44 obcí, další roky se počet již neměnil. Po vytvoření politického okresu Moravské Budějovice měl tak okres 93 obcí, v roce 1938 již měl okres jen 90 obcí. V důsledku mnichovské dohody však bylo odtrženo 15 obcí (připojeny k župě Dolní Dunaj v Rakousku a připojeno 30 obcí z bývalého politického okresu Znojmo 30 obcí, z bývalého politického okresu Krumlov bylo připojeno dalších 52 obcí (z hlediska práva až v roce 1942). Politický okres Moravské Budějovice tak měl mezi lety 1938 a 1942 celkem 157 obcí. Po druhé světové válce byly obce navráceny původním okresům a okresy byly opět reorganizovány, politický okres Moravské Budějovice měl tak 88 obcí. K roku 1960 byl okres připojen k okresu Třebíč, některé obce však byly připojeny k okresu Znojmo a některé k okresu Jindřichův Hradec.
Další zvětšení území okresu nastalo při reformách v roce 1960, okres Třebíč měl tehdy 196 obcí. Bylo k němu přičleněno 60 obcí z okresu Moravské Budějovice, 32 obcí z okresu Velká Bíteš, 12 obcí z okresu Velké Meziříčí, 10 obcí z okresu Dačice, pět obcí z okresu Moravský Krumlov a jedna obec z okresu Třešť. V tomto roce byl okres začleněn do Jihomoravského kraje a v roce 2000 se stal součástí tehdejšího Jihlavského kraje, který byl v roce 2001 přejmenován na kraj Vysočina.
Po tzv. kůrovcové kalamitě v roce 2018 a 2019 by měla být odstraněna přibližně čtvrtina smrkového porostu v okrese Třebíč.

## Geografie

### Rozloha
V roce 1900 měl politický okres Třebíč celkovou plochu 720,1 km², podobnou rozlohu měl až do reforem v roce 1949, kdy se z okresu stal již pouze okres Třebíč a ten měl plochu 618,78 km². Politický okres Moravské Budějovice měl k roku 1900 705,3 km², v roce 1950 po dalších reformách již měl 657,04 km². Ke konci roku 2003 měl okres celkovou plochu 1 518,61 km², z toho bylo 64,15 % zemědělských pozemků (z 87,35 % jsou tvořeny ornou půdou) a 35,85 % plochy tvořily ostatní pozemky (z toho bylo 75,67 % lesů).

### Reliéf
Na celém území okresu se rozkládá Českomoravská vrchovina, většinu bývalého soudního okresu Třebíč pokrývá Jaroměřická kotlina a její část nazývaná Třebíčská kotlina. Bývalý soudní okres Náměšť nad Oslavou pokrývá z větší části Znojemská pahorkatina. Ze severu a západu zasahuje do území okresu ještě Brtnická vrchovina, ve které se nachází i nejvyšší vrchol v okresu Třebíč – 711 metrů vysoká hora Mařenka.
Severně od Náměště nad Oslavou se nachází i určitá část Bítešské vrchoviny. Všechny tyto geomorfologické prvky jsou součástí tzv. Jevišovické pahorkatiny. Dalšími významnými vrcholy na území okresu Třebíč a zároveň v tzv. Jihlavské části (tj. jihozápad tehdejšího třebíčského hejtmanství) českomoravské vrchoviny jsou Kobylí Hlava u Heraltic (686 metrů), Zadní hora u Starče (633 metrů), Pekelný kopec u Slavic (563 metrů), Strážná hora v Třebíči (479 metrů) a Klučovská hora (594 metrů).
Vrcholy, jež leží na tzv. Žďárské vrchovině (tj. zbytek třebíčského hejtmanství) jsou: Smrček u Svatoslavi (671 metrů), Číhalský kopec u Račerovic (585 metrů), Jelení hlava u Věstoňovic (616 metrů), Křemel u Hostákova (491 metrů), Vlčí kopec u Kladerub nad Oslavou (420 metrů), Zelený kopec u Mohelna (491 metrů, s rozhlednou Babylon) a Biskupský kopec u Lhánic (398 metrů). Ve východní části hejtmanství je jediným výrazným kopcem Rapotický kopec u Rapotic (513 metrů).
Bývalý politický okres Moravské Budějovice je také pokryt útvary Českomoravské vrchoviny, tyto útvary jsou součástí tzv. Jevišovické pahorkatiny. V bývalém s. o. Moravské Budějovice je převážně kotlina Jaroměřická, v bývalém s. o. Jemnice je dělena na kotlinu Jemnickou. Do východní části s. o. Moravské Budějovice zasahuje i Znojemská pahorkatina, jihozápadní část s. o. Moravské Budějovice a jihovýchodní část Jemnického s. o. pokrývá Bítovská pahorkatina. Severní část jemnického s. o. přísluší pod Brtnickou vrchovinu. V této části leží i nejvyšší vrchol bývalého politického okresu Moravské Budějovice a jeden z nejvyšších vrcholů nynějšího okresu Třebíč – vrchol Maková (683 metrů).

### Vodstvo
Okresem protéká řeka Jihlava, jež tvořila i přirozenou hranici na jihovýchodě okresu, dalšími významnějšími řekami protékajícími okresem jsou: Rokytná (jež pramení ještě jako Rokytka na západě okresu), Oslava, Jevišovka, Chvojnice, Stařečský potok či Želetavka. Na většině území se průměrné teploty v průběhu roku pohybují od 4 do 7 stupňů Celsia a roční srážkový průměr dosahuje cca 600 mm. Do výstavby vodní nádrže Dalešice mezi lety 1970 a 1978 nad řekou čnělo ostré údolí s vysokými skálami, nedaleko Hartvíkovic měl být sráz o výšce 100 metrů nad hladinou řeky a u Senorad měla být Malá skála, jež čněla 150 metrů nad hladinou řeky.
Bylo připraveno rozšíření heraltických vrtů podzimní vody. Důvodem bylo to, že výnosnost heraltického zdroje klesá, dříve dával 25 litrů za vteřinu, v roce 2017 10 litrů za vteřinu. Stejně tak se připravuje recyklace prací vody, která je použita na pročištění filtrů z pramenů heraltického vodního zdroje. Nové vrty jsou na území obce Pokojovice, celkem má stavba stát cca 150 milionů Kč.
Okres Třebíč má velký problém se suchem, např. v dubnu 2019 napršelo za většinu měsíce 2,9 mm srážek, průměr dosahuje 40 mm srážek. Spojeno s tím je i zvýšené riziko požárů.

## Doprava
Nejdůležitější dopravní tepnou jsou silnice vedoucí ze západu na východ (otevřena v roce 1749 a vedoucí od Jihlavy přes Brtnici, Okříšky, Třebíč, Vladislav, Náměšť nad Oslavou do Brna), na začátku 21. století je přebudovávána i silnice vedoucí z jihu na sever. Okres Třebíč má i přímé napojení na dálnici D1 a to přes silnici z Náměště nad Oslavou přes Jinošov a také severojižní silnicí přes Velké Meziříčí. V roce 1886 byla dostavěna železniční trať vedoucí z Okříšek do Brna s odbočkou na Vídeň a v roce 1909 byla (spolu s železniční tratí vedoucí z Okříšek do Znojma) odkoupena státem. Již v roce 1919 měla Třebíč telefonický úřad a v Třebíči i Náměšti nad Oslavou byl i úřad telegrafický.
V okrese Třebíč je celkem 1081 km silnic I., II. a III. třídy. Okresem neprobíhá žádná dálnice.

## Demografické údaje
V roce 1900 v politickém okresu žilo asi 75 obyvatele na kilometr čtvereční, z toho v s. o. Náměšť nad Oslavou žilo 59 ob./km², v s. o. Třebíč žilo 85 ob./km². V roce 1930 žilo na okrese 83 ob./km² (s. o. Náměšť nad Oslavou 66 ob./km² a s. o. Třebíč 93 ob./km²) a v roce 1950 žilo v tehdejším okresu Třebíč 82 ob./km². V roce 2005 žilo 53,24 procenta obyvatel ve městech a hustota zalidnění byla 77 ob./km². V politickém okresu či následném okresu žila do roku 1918 většina obyvatel české národnosti, jen menší procento bylo národnosti německé a minimální procento bylo národnosti cizí. Po roce 1918 již ubylo i německé národnosti a většinu tvořili Češi. V roce 1930 ještě žilo v okresu 177 obyvatel židovské národnosti.
V oblasti náboženské měla v okresu většinovou podporu církev katolická, v roce 1880 ještě žilo v okresu 1132 občanů židovského vyznání, toto číslo postupně klesalo, naopak narůstal podíl občanů hlásících se k církve evangelické a po roce 1920 i hlásících se k československé církvi. Po roce 1920 narostlo i číslo občanů označujících sama sebe jako bez vyznání.
V roce 1900 žilo v politickém okresu Moravské Budějovice asi 59,4 obyvatele na kilometr čtvereční, z toho v s. o. Moravské Budějovice žilo 64,1 ob./km², v s. o. Jemnice žilo 52,9 ob./km². V roce 1930 se počet obyvatel na kilometr čtvereční zvýšil v celém p. o. na 61, v roce 1950 poklesla na 51,8 ob. na km². Politický okres byl převážně český, stejně jako třebíčský p. o., jen na jihu jemnického s. o. byly obce, kde i třetina obyvatel byla německého původu. Z jiných národností žili v p. o. ještě Rusíni, Poláci a hlavně Židé. V oblasti náboženské byl okres prakticky po celou dobu své existence převážně katolický, pouze minoritní procenta obyvatel byla židovského vyznání či příslušníci církve československé nebo evangelické.

### Obyvatelstvo
| Rok  | p. o. Třebíč (později okres Třebíč) | Z toho Čechů | Z toho Němců | s. o. Třebíč | s. o. Náměšť n. Osl. |
| ---- | ----------------------------------- | ------------ | ------------ | ------------ | -------------------- |
| 1869 | 45 631                              |              |              | 14 432       | 31 199               |
| 1880 | 48 718                              | 45 358       | 3 249        | 15 130       | 33 588               |
| 1900 | 54 328                              |              |              | 15 406       | 38 922               |
| 1910 | 56 543                              | 55 555       | 904          | 15 711       | 40 832               |
| 1921 | 58 327                              |              |              | 16 246       | 42 081               |
| 1930 | 59 991                              |              |              | 17 186       | 42 805               |
| 1950 | –                                   |              |              | –            | 50 656               |
| 2005 | 114 028                             |              |              | –            | –                    |

| Rok  | p. o. Moravské Budějovice (později okres Třebíč) | s. o. Moravské Budějovice | s. o. Jemnice |
| ---- | ------------------------------------------------ | ------------------------- | ------------- |
| 1869 | –                                                | 22 512                    | 15 263        |
| 1880 | –                                                | 24 354                    | 15 494        |
| 1900 | 41 784                                           | 25 551                    | 16 233        |
| 1910 | 39 548                                           | 25 839                    | 13 709        |
| 1921 | 40 876                                           | 26 594                    | 14 282        |
| 1930 | 40 308                                           | 26 140                    | 14 168        |
| 1950 | 34 011                                           | –                         | –             |

#### Sociologické dělení
| Popis          | Celkem  | Ženy   | Muži   |
| -------------- | ------- | ------ | ------ |
| počet obyvatel | 114 028 | 57 743 | 56 285 |
| průměrný věk   | 38,9    | 40,2   | 37,6   |

### Zaměstnanost
V roce 1900 bylo celkem aktivně pracujících (zaměstnaných) obyvatel v tehdejším politickém okrese Třebíč 26 249, nezaměstnaných (tj. bez povolání) bylo tehdy 27334 a v domácích službách byl zaměstnáno 745 osob. Celkový počet obyvatel v tehdejším p. o. byl 54 328. V roce 1930 bylo nezaměstnaných celkem 28 007 osob (v s. o. Náměšť n. O. 8 111 osob a v s. o. Třebíč 19 896 osob), zaměstnaných v celém okrese bylo 26 180 osob (v s. o. Náměšť nad Oslavou 7 109 osob a v s. o. Třebíč 19 071 osob). Domácích zaměstnanců a pomáhajících členů rodin bylo v celém okrese dohromady 5 804. Nejvíce pracujících pracovalo jako dělníci, druhé nejpočetnější postavení v zaměstnání bylo "samostatní". V tehdejším politickém okrese Moravské Budějovice bylo v r. 1900 celkem 17 580 nezaměstnaných, v domácích službách bylo celkem 474 osob. Celkový počet obyvatel byl v tomto roce 41 784. V roce 1930 bylo nezaměstnaných celkem 17 802 obyvatel, z toho 11 879 v s. o. Moravské Budějovice a 5 923 v s. o. Jemnice. Na rozdíl od p. o. Třebíč bylo nejvíce pracujících v kategorii "samostatní", druhé nejpočetnější povolání bylo "dělníci".
V roce 2003 byl průměrný plat v okrese Třebíč 13 778 korun Českých, počet stabilně zaměstnaných na okrese byl 23 207, počet nezaměstnaných byl 8 258. To znamenalo míru nezaměstnanosti ve výši 14 %.
V okrese Třebíč má v roce dle investičních pobídek vzniknout 200 nových pracovních míst.

### Školství
Nejvýznamnější střední školou na tehdejším politickém okrese bylo Třebíčské gymnázium a po roce 1918 měly být zřizovány další střední školy. V samotné Třebíči bylo v roce 1930 zaměstnáno ve školství 122 osob (z toho 113 učitelů) a několik českých i německých obecných i měšťanských škol. Další školy byly i v Náměšti nad Oslavou i v jednotlivých obcích. V roce 1919 bylo v třebíčském hejtmanství 83 obecných škol, z toho 2 německé. Mezi těmito školami bylo 7 pětitřídních, 5 čtyřtřídních (z toho 1 německá), 7 trojtřídních (z toho jedna německá), 24 dvojtřídních a 38 jednotřídních. V hejtmanství byly i 4 měšťanské školy (všechny v Třebíči), 5 pokračovacích škol, 2 zimní hospodářské školy, obchodní škola v Třebíči a gymnázium v Třebíči. Další školské středisko (a jediné významnější v tehdejším p. o. Mor. Budějovice) bylo ve městě Moravské Budějovice, další méně významné školy byly i v Jemnici a Jaroměřicích nad Rokytnou.

#### Rok 2003
| Druh školy                     | Počet škol |
| ------------------------------ | ---------- |
| Mateřské školy                 | 74         |
| Základní školy                 | 63         |
| Gymnázia                       | 3          |
| Střední školy průmyslové školy | 8          |
| Střední odborná učiliště       | 7          |
| Vyšší odborné školy            | 1          |
| Vysoké školy                   | 1          |

### Zdravotnictví
V roce 1930 v s. o. Třebíč pracovalo 223 pracovníků v celkem 58 zařízeních a v s. o. Náměšť nad Oslavou pracovalo 21 pracovníků ve 13 zařízeních, v tomtéž roce v s. o. Moravské Budějovice pracovalo ve zdravotnictví celkem 75 pracovníků ve 26 zařízeních, v s. o. Jemnice pracovalo 21 osob v 11 zařízeních.
(2003)
| Lékaři                          | 334 |
| Nemocnice                       | 1   |
| Specializovaná léčebná zařízení | 1   |
| Zubní lékaři                    | 57  |
| Lékárny                         | 22  |

## Politika

### Volby do poslanecké sněmovny
|       | 2006                    | 2010                    | 2013                    | 2017                    | 2021                    |
| ----- | ----------------------- | ----------------------- | ----------------------- | ----------------------- | ----------------------- |
| 1.    | ČSSD (35.64 %)          | ČSSD (23.86 %)          | ČSSD (22.42 %)          | ANO (29.46 %)           | ANO (28.21 %)           |
| 2.    | ODS (25.68 %)           | KSČM (15.27 %)          | KSČM (18.9 %)           | SPD (11.16 %)           | SPOLU (25.57 %)         |
| 3.    | KSČM (16.96 %)          | ODS (14.98 %)           | ANO 2011 (17.08 %)      | KSČM (10.74 %)          | Piráti+STAN (12.82 %)   |
| účast | 67.49 % (62595 z 92774) | 64.62 % (59378 z 91936) | 62.83 % (57901 z 92205) | 64.08 % (58410 z 91173) | 68.68 % (61320 z 89307) |

### Volby do krajského zastupitelstva
|       | 2008                    | 2012                    | 2016                    | 2020                    |
| ----- | ----------------------- | ----------------------- | ----------------------- | ----------------------- |
| 1.    | ČSSD (36.66 %)          | ČSSD (25.75 %)          | ANO 2011 (17.55 %)      | ANO (20.59 %)           |
| 2.    | KSČM (18.31 %)          | KSČM (23.59 %)          | ČSSD (16.79 %)          | Piráti (13.46 %)        |
| 3.    | ODS (17.07 %)           | KDU-ČSL (11.19 %)       | KSČM (13.41 %)          | ODS+STO (12.51 %)       |
| účast | 42.50 % (38925 z 91654) | 40.65 % (37347 z 92305) | 36.63 % (33517 z 91528) | 38.48 % (34607 z 89957) |

### Prezidentské volby
V prvním kole prezidentských voleb v roce 2013 první místo obsadil Miloš Zeman (18169 hlasů), druhé místo obsadil Karel Schwarzenberg (10328 hlasů) a třetí místo obsadil Jiří Dienstbier (9740 hlasů). Volební účast byla 65.49 %, tj. 60403 ze 92282 oprávněných voličů. V druhém kole prezidentských voleb v roce 2013 první místo obsadil Miloš Zeman (38768 hlasů) a druhé místo obsadil Karel Schwarzenberg (20965 hlasů). Volební účast byla 65.10 %, tj. 59970 ze 92151 oprávněných voličů.
V prvním kole prezidentských voleb v roce 2018 první místo obsadil Miloš Zeman (27399 hlasů), druhé místo obsadil Jiří Drahoš (13693 hlasů) a třetí místo obsadil Pavel Fischer (6971 hlasů). Volební účast byla 66.88 %, tj. 60907 ze 91102 oprávněných voličů. V druhém kole prezidentských voleb v roce 2018 první místo obsadil Miloš Zeman (37763 hlasů) a druhé místo obsadil Jiří Drahoš (26721 hlasů). Volební účast byla 71.32 %, tj. 64598 ze 90602 oprávněných voličů.
V prvním kole prezidentských voleb v roce 2023 první místo obsadil Andrej Babiš (24203 hlasů), druhé místo obsadil Petr Pavel (18218 hlasů) a třetí místo obsadila Danuše Nerudová (9351 hlasů). Volební účast byla 71.94 %, tj. 63698 ze 88584 oprávněných voličů. V druhém kole prezidentských voleb v roce 2023 první místo obsadil Petr Pavel (34448 hlasů) a druhé místo obsadil Andrej Babiš (29724 hlasů). Volební účast byla 73.16 %, tj. 64462 ze 88122 oprávněných voličů.

## Silniční doprava
Okresem prochází silnice I. třídy I/23 a I/38. Silnice II. třídy jsou II/112, II/151, II/152, II/349, II/351, II/360, II/361 II/390, II/392, II/393, II/396, II/399, II/400, II/401, II/402, II/403, II/405, II/408, II/410 a II/411.

## Významné firmy
Na území okresu poblíž obce Dukovany je Jaderná elektrárna Dukovany.
V okresu sídlí společnost MANN+HUMMEL Group, byla založena v roce 1941 v německém Ludwigsburgu a je předním světovým expertem na filtrační systémy. Dodává originální sériové výrobky a řešení pro mezinárodní automobilový a strojírenský průmysl. Portfolio produktů společnosti zahrnuje průmyslové filtry, řadu produktů na snížení emisí dieselových motorů, membránové filtry pro filtraci vody a filtrační zařízení. Na území České republiky zastupují MANN+HUMMEL Group tři společnosti. Dvě z nich sídlí v Nové Vsi: MANN+HUMMEL (CZ) s.r.o. a MANN+HUMMEL Service s.r.o. a zaměstnávají dohromady přes 1200 zaměstnanců. MANN+HUMMEL Innenraumfilter CZ s.r.o. sídlí v Uherském Brodě a zaměstnává téměř 300 zaměstnanců. Ve výrobním závodě MANN+HUMMEL (CZ) s.r.o. se vyrábějí kapalinové a vzduchové filtry i další komponenty pro strojírenský, převážně automobilový průmysl. MANN-FILTER je nejsilnější zahraniční značkou filtrů v České republice a na Slovensku a pod její značkou se v Nové Vsi vyrobí přibližně 20 milionů filtrů ročně. Centrum sdílených služeb MANN+HUMMEL Service s.r.o. poskytuje servisní služby pro ostatní pobočky MANN+HUMMEL Group. Do portfolia firmy patří služby v oblasti účetnictví a financí, výzkumu a vývoje, IT & SAP, kvality, lidských zdrojů, managementu projektů, nákupu a dalších. Část společnosti sídlí také v Technologickém parku v Brně.

## Seznam obcí a jejich částí

Obce v okresu Třebíč

Města jsou uvedena tučně, městyse kurzívou, části obcí malince.
- Babice (Bolíkovice)
- Bačice (Udeřice)
- Bačkovice
- Benetice (Věstoňovice)
- Biskupice-Pulkov (Biskupice • Pulkov)
- Blatnice
- Bohušice
- Bochovice (Batouchovice)
- Bransouze
- Březník
- Budišov (Mihoukovice)
- Budkov
- Cidlina
- Čáslavice
- Častohostice
- Čechočovice
- Čechtín
- Červená Lhota
- Číhalín
- Číchov
- Čikov
- Číměř
- Dalešice
- Dědice
- Dešov
- Dolní Lažany
- Dolní Vilémovice
- Domamil
- Dukovany
- Hartvíkovice
- Heraltice
- Hluboké
- Hodov
- Horní Heřmanice
- Horní Smrčné
- Horní Újezd
- Horní Vilémovice
- Hornice
- Hrotovice
- Hroznatín
- Hvězdoňovice
- Chlístov
- Chlum
- Chotěbudice
- Jakubov u Moravských Budějovic
- Jaroměřice nad Rokytnou (Boňov • Ohrazenice • Popovice • Příložany • Ratibořice • Vacenovice)
- Jasenice
- Jemnice (Louka • Panenská)
- Jinošov
- Jiratice
- Kamenná (Klementice)
- Kdousov
- Kladeruby nad Oslavou
- Klučov
- Kojatice (Velký Újezd)
- Kojatín
- Kojetice
- Komárovice
- Koněšín
- Kostníky
- Kouty
- Kozlany
- Kožichovice
- Krahulov
- Kralice nad Oslavou (Horní Lhotice)
- Kramolín
- Krhov
- Krokočín
- Kuroslepy
- Láz
- Lesná
- Lesní Jakubov
- Lesonice (Horní Lažany)
- Lesůňky
- Lhánice
- Lhotice
- Lipník
- Litohoř
- Litovany
- Lomy
- Loukovice
- Lovčovice
- Lukov
- Markvartice
- Martínkov
- Mastník
- Menhartice
- Meziříčko
- Mikulovice
- Mladoňovice
- Mohelno
- Moravské Budějovice (Jackov • Lažínky • Vesce • Vranín)
- Myslibořice
- Naloučany
- Náměšť nad Oslavou (Jedov • Otradice • Zňátky)
- Nárameč
- Nimpšov
- Nová Ves
- Nové Syrovice (Krnčice)
- Nový Telečkov
- Ocmanice
- Odunec
- Okarec
- Okřešice
- Okříšky (Nové Petrovice)
- Opatov
- Oponešice
- Ostašov
- Pálovice
- Petrovice
- Petrůvky
- Pokojovice
- Police
- Popůvky
- Pozďatín
- Přeckov
- Předín (Hory)
- Přešovice
- Přibyslavice
- Příštpo
- Pucov
- Pyšel (Vaneč)
- Rácovice
- Račice
- Radkovice u Budče
- Radkovice u Hrotovic
- Radonín
- Radošov
- Radotice
- Rapotice
- Rohy
- Rokytnice nad Rokytnou (Veverka)
- Rouchovany (Šemíkovice)
- Rudíkov
- Římov
- Sedlec
- Slavětice
- Slavičky (Okrašovice • Pozďátky)
- Slavíkovice
- Smrk
- Stařeč (Kracovice)
- Stropešín
- Střítež
- Studenec
- Studnice
- Sudice
- Svatoslav
- Šebkovice (Milatice)
- Štěměchy
- Štěpkov
- Trnava
- Třebelovice
- Třebenice (Chroustov • Plešice)
- Třebíč (Borovina • Budíkovice • Horka-Domky • Jejkov • Nové Dvory • Nové Město • Pocoucov • Podklášteří • Ptáčov • Račerovice • Řípov • Slavice • Sokolí • Stařečka • Týn • Vnitřní Město • Zámostí)
- Třesov
- Valdíkov
- Valeč
- Vícenice
- Vícenice u Náměště nad Oslavou
- Vladislav (Hostákov • Střížov)
- Vlčatín
- Výčapy (Štěpánovice)
- Zahrádka (Častotice)
- Zárubice
- Zašovice (Nová Brtnice)
- Zvěrkovice
- Želetava (Bítovánky • Horky • Šašovice)

### Změna hranice okresu
Do 1. ledna 2007 byly v okrese Třebíč začleněny také obce:
- Brtnička – poté okres Jihlava
- Hrutov – poté okres Jihlava
- Kněžice – poté okres Jihlava
- Oslavička – poté okres Žďár nad Sázavou
- Tasov – poté okres Žďár nad Sázavou

## Školství

### Základní školy
- Základní škola Třebíč, Cyrilometodějská 22
- Základní škola Moravské Budějovice, Dobrovského 11
- Základní škola Hrotovice
- Základní škola a Mateřská škola T. G. Masaryka Rouchovany
- Základní škola Moravské Budějovice Havlíčkova ul. 933 okres Třebíč
- Základní škola T. G. Masaryka Moravské Budějovice, náměstí Svobody 903, okres Třebíč
- Základní škola v Jemnici, příspěvková organizace
- Základní škola a Mateřská škola Dalešice, okres Třebíč, příspěvková organizace
- Základní škola a Mateřská škola Třebelovice, okres Třebíč, příspěvková organizace
- Základní škola a mateřská škola Trnava, okres Třebíč, příspěvková organizace
- Základní škola a Mateřská škola Šebkovice, příspěvková organizace
- Základní škola a mateřská škola, Studenec, okres Třebíč
- Základní škola a Mateřská škola Rokytnice nad Rokytnou, příspěvková organizace
- Základní škola Rapotice, příspěvková organizace
- Základní škola a mateřská škola Pyšel, okres Třebíč, příspěvková organizace
- Základní škola a mateřská škola Opatov, okres Třebíč, příspěvková organizace
- Základní škola a Mateřská škola Mladoňovice, okres Třebíč, příspěvková organizace
- Základní škola a mateřská škola Lukov, příspěvková organizace
- Základní škola a Mateřská škola Litohoř, příspěvková organizace, okres Třebíč
- Základní škola a mateřská škola Lesonice, okres Třebíč
- Základní škola a Mateřská škola Kralice nad Oslavou, příspěvková organizace, okres Třebíč
- Základní škola a Mateřská škola Kouty, okres Třebíč, příspěvková organizace
- Základní škola a Mateřská škola Koněšín, příspěvková organizace
- Základní škola a Mateřská škola Kojetice, okres Třebíč, příspěvková organizace
- Základní škola a Mateřská škola Jakubov, příspěvková organizace
- Základní škola a Mateřská škola Dukovany, příspěvková organizace
- Základní škola Dolní Vilémovice 42
- Základní škola a Mateřská škola Dešov
- Základní škola a Mateřská škola Blatnice, okres Třebíč, příspěvková organizace
- Základní škola Benetice, okres Třebíč, příspěvková organizace
- Základní škola a Mateřská škola Nové Syrovice, okres Třebíč, příspěvková organizace
- Základní škola a Mateřská škola Stařeč, okres Třebíč, příspěvková organizace
- Základní škola Výčapy, příspěvková organizace
- Základní škola T.G. Masaryka a mateřská škola Přibyslavice, příspěvková organizace
- Základní škola a Mateřská škola Myslibořice
- Základní škola a Mateřská škola Domamil
- Základní škola a Mateřská škola Budkov, okres Třebíč
- Základní škola a Mateřská škola Valeč
- Základní škola a Mateřská škola Předín
- Základní škola a mateřská škola Březník, příspěvková organizace
- Základní škola a mateřská škola Čáslavice
- Základní škola Třebíč Týnská 8
- Základní škola Třebíč, Benešova 585
- Základní škola Třebíč, Horka-Domky, Václavské nám. 44/12
- Základní škola Třebíč Bartuškova 700
- Základní škola T.G.Masaryka Třebíč, Komenského náměstí 61/6
- Základní škola Mohelno, okres Třebíč
- Základní škola a mateřská škola Vladislav
- Základní škola Ludvíka Svobody Rudíkov, okres Třebíč
- Základní škola a Mateřská škola Hartvíkovice, příspěvková organizace
- Základní škola Budišov – příspěvková organizace
- Základní škola Třebíč, ul. Kpt. Jaroše 836
- Základní škola a mateřská škola Heraltice, okres Třebíč, příspěvková organizace
- Základní škola a Mateřská škola Lipník, okres Třebíč, příspěvková organizace
- Základní škola a mateřská škola Třebíč, Na Kopcích 342
- Základní škola a Mateřská škola Želetava
- Základní škola Vícenice u Náměště nad Oslavou, okres Třebíč
- Základní škola Náměšť nad Oslavou, Komenského 53
- Základní škola Náměšť nad Oslavou, Husova 579
- Základní škola Otokara Březiny Jaroměřice nad Rokytnou, Komenského nám. 120
- Základní škola Okříšky
- Základní škola Police, příspěvková organizace

#### Zřizované krajem
- Základní škola a Mateřská škola při zdravotnických zařízeních kraje Vysočina

### Základní umělecké školy a jazykové školy
- Bráfova akademie Třebíč, střední škola a Jazyková škola s právem státní jazykové zkoušky
- Základní umělecká škola Moravské Budějovice
- Základní umělecká škola Hrotovice
- Základní umělecká škola Třebíč, Masarykovo náměstí 1313/12
- Základní umělecká škola Resonance Třebíč, Soukopova 5
- Základní umělecká škola Náměšť nad Oslavou, okres Třebíč

### Školská výchovná a ubytovací zařízení
- Dětský domov, Hrotovice, Sokolská 362
- Dětský domov, Jemnice, Třešňová 748
- Dětský domov, Náměšť nad Oslavou, Krátká 284
- Dětský domov, Budkov 1
- Soukromý dětský domov, s.r.o.

### Gymnázia
- Gymnázium Třebíč
- Katolické gymnázium Třebíč
- Gymnázium a Střední odborná škola, Moravské Budějovice

### Střední průmyslové školy
- Střední průmyslová škola Třebíč
- Střední škola stavební Třebíč

### Střední odborné školy
- Hotelová škola Třebíč
- Vyšší odborná škola a Střední škola veterinární, zemědělská a zdravotnická Třebíč
- Bráfova akademie Třebíč, střední škola a Jazyková škola s právem státní jazykové zkoušky

### Střední odborná učiliště
- Soukromá střední odborná škola a Střední odborné učiliště s.r.o.
- Střední škola řemesel a služeb Moravské Budějovice
- Střední škola řemesel Třebíč, zanikla sloučením s SPŠ Třebíč v roce 2014[32]

### Vyšší odborné školy
- Vyšší odborná škola a Střední škola veterinární, zemědělská a zdravotnická Třebíč

### Vysoké školy
- Západomoravská vysoká škola Třebíč

## Nemocnice
- Nemocnice Třebíč